# Mill Creek (Washington)
Mill Creek es una ciudad ubicada en el condado de Snohomish en el estado estadounidense de Washington. En el año 2000 tenía una población de 17.370 habitantes y una densidad poblacional de 1.247,6 personas por km².

## Geografía
Mill Creek se encuentra ubicada en las coordenadas 47°51′42″N 122°12′16″O / 47.86167, -122.20444.

## Demografía
Según la Oficina del Censo en 2000 los ingresos medios por hogar en la localidad eran de $69.702, y los ingresos medios por familia eran $87.263. Los hombres tenían unos ingresos medios de $59.070 frente a los $39.138 para las mujeres. La renta per cápita para la localidad era de $36.234. Alrededor del 3,5% de la población estaban por debajo del umbral de pobreza.